# Sean Murray (színművész)
Sean Harland Murray (Bethesda, Maryland, 1977. november 15. –) amerikai színész.
Legismertebb alakítása Timothy McGee az NCIS és Danny Walden a JAG – Becsületbeli ügyek című televíziós sorozatokban.

## Élete és pályafutása
Donald P. Bellisario producer mostohafia, aki többek között az NCIS és a JAG – Becsületbeli ügyek című sorozatok  megalkotója. Édesanyja, Vivienne Murray Bellisario negyedik felesége.
2005-ben vette feleségül Carrie James tanárnőt. 2007. május 3-án jött világra első gyermekük, Caitlyn Melissa. 2010-ben fiuk született, aki a River James nevet kapta.

## Filmográfia

### Film
| Év   | Magyar cím                       | Eredeti cím                               | Szerep           | Magyar hang      |
| ---- | -------------------------------- | ----------------------------------------- | ---------------- | ---------------- |
| 1991 | Férfiak városa (tévéfilm)        | Backfield in Motion                       | Joe Jr.          |                  |
| 1992 |                                  | Too Romantic (rövidfilm)                  | Tim              |                  |
| 1993 | Hókusz pókusz                    | Hocus Pocus                               | Thackery Binx    | Zalán János      |
| 1993 | Ez a fiúk sorsa                  | This Boy's Life                           | Jimmy Voorhees   |                  |
| 1993 | Gyilkos vizeken (tévéfilm)       | River of Rage: The Taking of Maggie Keene | Matthew Keene    | Minárovits Péter |
| 1993 | Gyilkos vizeken (tévéfilm)       | River of Rage: The Taking of Maggie Keene | Matthew Keene    | Molnár Levente   |
| 1995 |                                  | Trial by Fire (tévéfilm)                  | Danny            |                  |
| 1996 |                                  | Fall Into Darkness (tévéfilm)             | Jerry Price      |                  |
| 1996 | Szemérmetlen csábítás (tévéfilm) | For My Daughter's Honor                   | Ralph            |                  |
| 1996 | Lottó (tévéfilm)                 | The Lottery                               | Henry Watkins    |                  |
| 1997 | Álomgyilkos (tévéfilm)           | The Sleepwalker Killing                   | Christopher Lane |                  |
| 2001 | Parti-őrült jogi doki (tévéfilm) | Spring Break Lawyer                       | Nick Kepper      | Markovics Tamás  |

### Televíziós sorozat
| Év        | Magyar cím               | Eredeti cím         | Szerep                     | Megjegyzések                                                                                |
| --------- | ------------------------ | ------------------- | -------------------------- | ------------------------------------------------------------------------------------------- |
| 1991      |                          | Civil Wars          | Chris Conway               | 1 epizód                                                                                    |
| 1993–1994 |                          | Harts of the West   | Zane Grey Hart             | 5 epizód                                                                                    |
| 1995      | Vészhelyzet              | ER                  | Bret Logan                 | 1 epizód                                                                                    |
| 1995      | Drága testek             | Silk Stalkings      | Derek Paston               | 1 epizód                                                                                    |
| 1998–2001 | JAG – Becsületbeli ügyek | JAG                 | Ens. Guitry / Danny Walden | 7 epizód                                                                                    |
| 1999      | Angyali érintés          | Touched by an Angel | William 'Will' Heller      | 1 epizód                                                                                    |
| 2000      |                          | Boston Public       | David                      | 1 epizód                                                                                    |
| 2002      |                          | The Random Years    | Todd Mitchell              | 3 epizód                                                                                    |
| 2003–     | NCIS                     | NCIS                | Timothy McGee              | - visszatérő szereplő (1. évad) - főszereplő (2. évadtól) - magyar hangja: - Kapácsy Miklós |
| 2017      | NCIS: New Orleans        | NCIS: New Orleans   | Timothy McGee              | 1 epizód                                                                                    |

## Fordítás
- Ez a szócikk részben vagy egészben  a   Sean Murray (actor) című angol Wikipédia-szócikk fordításán alapul.  Az eredeti cikk szerkesztőit annak laptörténete sorolja fel. Ez a jelzés csupán a megfogalmazás eredetét és a szerzői jogokat jelzi, nem szolgál a cikkben szereplő információk forrásmegjelöléseként.